# Gertrud Schröter

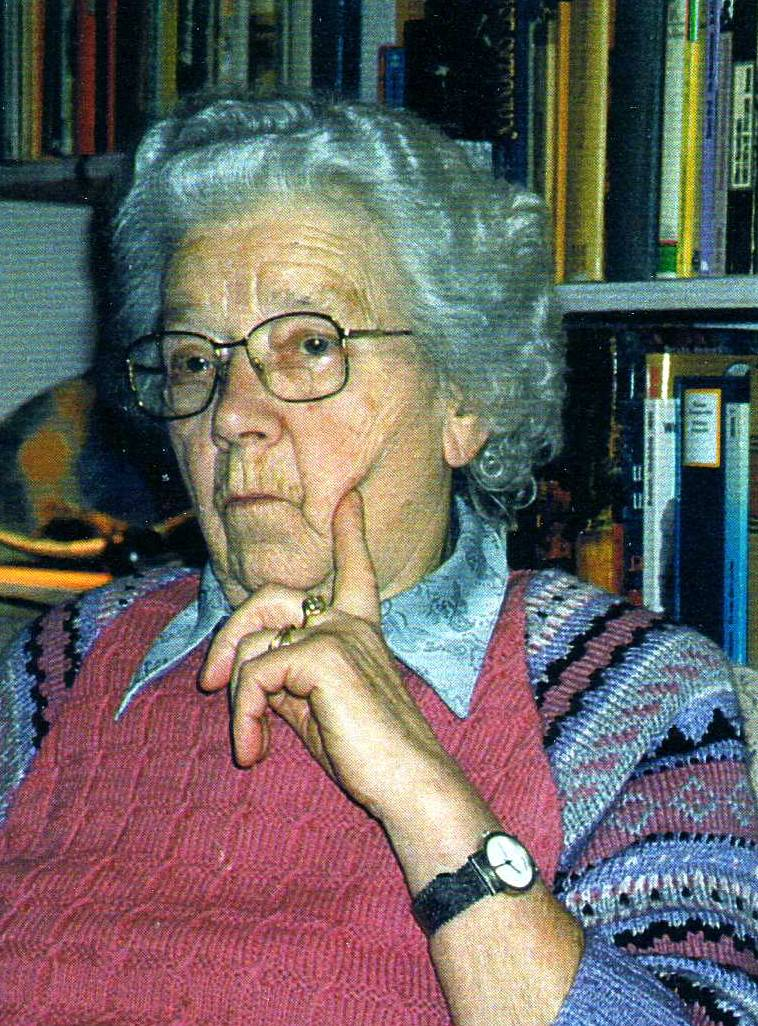
Gertrud Schröter bei einer Vorstandssitzung am 25. Januar 1999 in Winsen (Aller)

Gertrud Schröter (* 23. Juli 1913 in Celle als Gertrud Elsner; † 26. Juni 1999 in Torgau) war eine deutsche Antifaschistin, langjährige niedersächsische Landesvorsitzende der Vereinigung der Verfolgten des Naziregimes (VVN), Mitbegründerin der AG Bergen-Belsen und Trägerin des Niedersächsischen Verdienstordens und der Ehrenmedaille des deutschen Widerstandes.

## Leben
Gertrud Elsner machte nach der Schulzeit eine Lehre im Konsum. Mit 19 Jahren (1932) wurde sie Verkaufsstellenleiterin. Nach der Heirat mit Rudolf Schröter (1937) wurde 1939 ihre Tochter Edith geboren. Ihr Mann wurde 1940 zum Militär eingezogen und kam erst 1947 wieder nach Hause. Ihr Vater Otto Elsner war Mitglied der KPD und in mehreren Gefängnissen und KZs von 1933 bis 1945 – am längsten im KZ Sachsenhausen – interniert.

## Einsatz für Kinder und weiteres Leben
„Ich habe mich für Kinder eingesetzt. Das hatte einen persönlichen Grund. Ich wollte so gern Lehrerin werden, aber dieser Wunsch hat sich leider nicht erfüllt, weil den Eltern das Geld für das Studium fehlte.“

Ab 1954 organisierte Gertrud Schröter Ferienfreizeiten für Kinder aus sozial schwachen Familien – preiswerte Reisen in Ferienlager im Harz, der Lüneburger Heide und der DDR. Sie arbeitete mit in der Arbeitsgemeinschaft „Frohe Ferien für alle Kinder“.

Nach dem Verbot der KPD (1956) wurde Gertrud Schröter "wegen landesverräterischer Beziehungen" angeklagt – gemeint waren die Kinderferienlager in der DDR. Sie erhielt am 7. Juni 1961 eine 502-seitige Anklageschrift. Der Prozess begann am 21. September 1961 vor dem Landgericht Lüneburg. Die Verteidigung übernahm Diether Posser. Am 4. November 1961 folgte die Urteilsverkündung: 1 Jahr Haft und 5 Jahre Ehrverlust. Die Haft trat sie am 3. März 1963 im Frauengefängnis Vechta an. Ihren 50. Geburtstag beging sie im Gefängnis – dabei durfte sie keine Blumen empfangen. Ein Antrag auf Verkürzung der Strafe wurde abgelehnt, aber kurz vor Weihnachten wurde sie entlassen.

„Wir sind regelrecht rausgeschmissen worden, weil Dr. Posser bis zum Bundesjustizminister vorgedrungen war. Der hat gesagt, nur raus, raus mit den Frauen, ich kriege waschkörbeweise Solidaritätsschreiben, ständig Anrufe und Besuche. Es haben sich tatsächlich während unserer Inhaftierung wahnsinnig viele Leute für unsere Freilassung stark gemacht: Albert Schweitzer, etliche Schriftsteller, Professor Horkheimer, ich kann gar nicht jeden aufzählen.“

 1963 trat Gertrud Schröter in die Vereinigung der Verfolgten des Naziregimes ein. 1995 erhielt sie den Niedersächsischen Verdienstorden für ihre ehrenamtlichen ca. 30-jährigen Gruppenführungen im ehemaligen KZ Bergen-Belsen mit Menschen aus vielen Ländern der Welt. Sie starb am 26. Juni 1999 in Torgau bei ihrer Tochter Edith Jäger.

## Mitarbeit in der AG Bergen-Belsen
Im März 1985 war Schröter Mitbegründerin der AG Bergen-Belsen. Bis zu ihrem Tod war sie im Vorstand tätig. Über lange Jahre hin führte sie Besucher über die KZ-Gedenkstätte Bergen-Belsen und bot mit anderen Mitgliedern Informationen am Büchertisch der AG Bergen-Belsen in der Gedenkstätte an.

„Als ich 1978 mit meiner Konfirmandengruppe die Gedenkstätte des KZ Bergen-Belsen besuchen wollte, war ich froh, auf Gertrud Schröter aufmerksam geworden zu sein. Es gab sonst niemanden, der uns durch das Dokumentenhaus und über das Gelände hätte führen und über das dortige Geschehen aufklären können. Meines Wissens war sie zu der Zeit die einzige kompetente Person, die das seit 1963 tat.“

Wenn sie gefragt wurde, ob sie im KZ gewesen sei, antwortete sie: „Nein, ich nicht, aber mein Vater. und ich habe damals nicht einmal gewusst, wo er inhaftiert war.“

## Politische Arbeit und Nachleben
In Celle wurde von Frauenrechtlerinnen am 8. März 2020 der Thaerplatz in Gertrud-Schröter-Platz umbenannt. Das Mahnmal zum Massaker von Celle hat Gertrud Schröter in der Entstehungsphase stark kritisiert: ""Ein Hohn! Von den 250 eingereichten Entwürfen der weitaus schlechteste!" schimpft die Celler Bürgerin Gertrud Schröter, die noch heute, mit 82 Jahren, Führungen durch Bergen-Belsen leitet. "Im Kasten spielen die Kurdenkinder. Und wenn der Baum in der Mitte die Blätter abwirft, ist der Text zugedeckt. So soll es wohl auch sein"!"